# Péruwelz
Cet article possède un paronyme, voir Perwez.
Péruwelz (prononcé [peʁwe], [pɛʁwe] ou [peʀywe] — en picard : Piérwé) (signifie « pierreux gué ») est une ville francophone de Belgique faisant partie de la région du Tournaisis, située en Région wallonne dans la province de Hainaut.

## Toponymie
Péruwelz a eu une vingtaine de noms différents au cours de l'histoire, dont « Perwes », « Perues », « Perwez » ou encore « Pierwes ».
Ces différents noms de Péruwelz se composent de deux syllabes distinctes, celles-ci signifiant gué (du latin vadum via le picard wé) et empierré (du latin petrus). Le nom fait sans doute allusion à un gué pavé sur la Vergne, point de passage de la chaussée romaine Valenciennes-Gand.

## Géographie

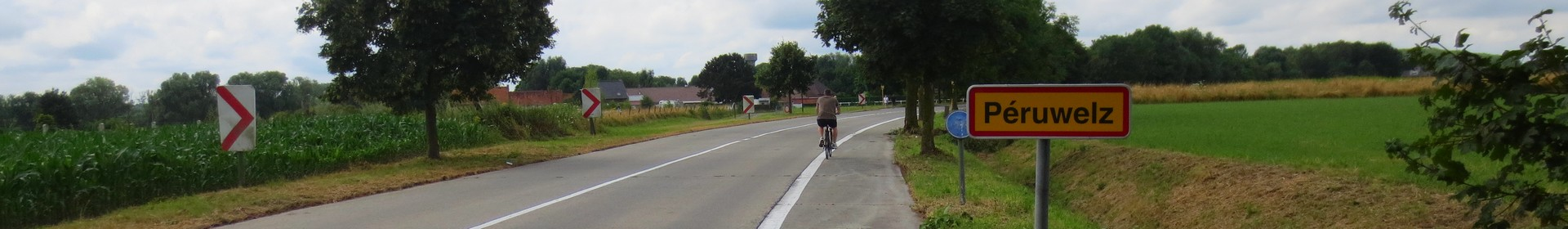
Une des entrées de Péruwelz.

### Situation
Cette commune du Hainaut occidental est située à quelques kilomètres de la frontière française, à proximité de Condé-sur-l'Escaut et de Vieux-Condé.
Elle présente une altitude variant de 15 m au sud-ouest, à la frontière avec Hergnies, jusqu'à 78 m dans la forêt de Bon-Secours.
Péruwelz est traversée d'est en ouest par deux canaux : Nimy-Blaton-Péronnes et Pommeroeul-Antoing.
La ville est également desservie par les routes N60 et N50, ainsi que par l'autoroute A16 et la ligne ferroviaire 78, qui y dessert ses deux gares.

### Sections

La commune de Péruwelz et ses sections de communes.

| #  | Nom                           | Superf. (km²). | Habitants (2020). | Habitants par km² | Code INS |
| -- | ----------------------------- | -------------- | ----------------- | ----------------- | -------- |
| 1  | Péruwelz (I)                  | 12,67          | 8.245             | 651               | 57064A   |
| 2  | Wiers (IX)                    | 12,77          | 2.873             | 225               | 57064B   |
| 3  | Callenelle (X)                | 2,40           | 597               | 248               | 57064C   |
| 4  | Brasménil (VIII)              | 5,42           | 741               | 137               | 57064D   |
| 5  | Wasmes-Audemez-Briffœil (VII) | 6,23           | 461               | 74                | 57064E   |
| 6  | Baugnies (VI)                 | 5,34           | 576               | 108               | 57064F   |
| 7  | Braffe (V)                    | 5,54           | 460               | 83                | 57064G   |
| 8  | Bury (IV)                     | 5,01           | 682               | 136               | 57064H   |
| 9  | Roucourt (III)                | 3,56           | 877               | 246               | 57064J   |
| 10 | Bon-Secours (II)              | 2,08           | 1.606             | 774               | 57064K   |

### Autres localités
- (XI.) Briffœil
- (XII.) Audemez
- (XIII.) Ringies
- (XIV.) Ponange

#### Localités limitrophes
- a. Maubray (Antoing)
- b. Vezon (Tournai)
- c. Barry (Tournai)
- d. Pipaix (Leuze-en-Hainaut)
- e. Willaupuis (Leuze-en-Hainaut)
- f. Tourpes (Leuze-en-Hainaut)
- g. Thumaide (Belœil)
- h. Basècles (Belœil)
- i. Blaton (Bernissart)
- j. Bernissart (Bernissart)
- k. Condé-sur-l'Escaut (France)
- l. Vieux-Condé (France)
- m. Hergnies (France)
- n. Flines-lès-Mortagne (France)

### Communes limitrophes
| Tournai                      | Leuze-en-Hainaut                                                     | Belœil                                  |
| Antoing                      | Péruwelz                                                             | Bernissart, Belœil                      |
| Flines-lès-Mortagne (France) | Vieux-Condé (France), Condé-sur-l'Escaut (France), Hergnies (France) | Bernissart, Condé-sur-l'Escaut (France) |

## Démographie

### Démographie: avant la fusion des communes
- Source: DGS recensements population

### Démographie: commune fusionnée
En tenant compte des anciennes communes entraînées dans la fusion de communes de 1977, on peut dresser l'évolution suivante :
Les chiffres des années 1831 à 1970 tiennent compte des chiffres des anciennes communes fusionnées.
- Source: DGS , de 1831 à 1981=recensements population; à partir de 1990 = nombre d'habitants chaque 1 janvier

## Histoire
Cité transfrontalière, Péruwelz doit sa création à un passage à gué situé sur la Verne de Basècles, le long de l'antique axe Gand-Valenciennes.
Sa plus ancienne mention remonte à 1095. Un noyau d’habitations s'y développe et un château est construit. La seigneurie de Péruwelz est l'une des 44 baronnies du Hainaut. Vers 1650, dans le textile, de nombreux petits négociants, jusque-là installés dans les villages limitrophes (Wiers, Audemetz, Bury, Roucourt…) s'implantent à Péruwelz et en quelques décennies, la bourgade se métamorphose.
À la fin de l'Ancien Régime, le bourg compte une population de quelque 5 000 habitants et une vingtaine de fabriques de bas. Début XIXe siècle, une forme de bourgeoisie liée, dans un premier temps, à la fabrication et au négoce, émerge. Elle marque son ascension sociale à travers leurs habitations dont certaines sont toujours visibles sur la Grand-Place.
De 1794 à 1814, Péruwelz est même dirigé par un pouvoir politique proche des idées révolutionnaires. Malgré les troubles, l'économie se porte bien et le bourg devient l'une des communes les plus importantes du Hainaut et de Belgique, ce qui lui permet d’obtenir en 1816 le titre de « Ville ».
Durant le XIXe siècle, la population s'accroît et l'urbanisation gagne du terrain. Bientôt, la cité est desservie par le canal de Pommeroeul à Antoing (inauguré en 1829) et ensuite par le chemin de fer (1869). L'industrie lainière est toujours présente ; on note une augmentation des manufactures liées au cuir (tanneries, mégisseries, fabriques de chaussures et cordonneries); mais aussi des sucreries, une fonderie, une boulonnerie, des scieries, des imprimeries… Vers 1900, d’autres secteurs comme les objets en celluloïd ou les produits chimiques, sont manufacturés.
L'après Seconde Guerre mondiale est fatal aux industries péruwelziennes. Le manque d’investissement dans l'outil existant et surtout dans l'innovation entraîne la fermeture progressive de nombreuses entreprises.
Depuis quelque vingt ans, la plupart des activités de production sont regroupées dans le parc industriel de la Hurtrie (45 ha). Ce dernier étant saturé, deux autres parcs seront bientôt[Quand ?] opérationnels aux abords de l’axe autoroutier. Une certaine reconversion économique est en cours. Avec la fusion des communes (1976), Péruwelz est devenu le chef administratif de l'entité.

## Armoiries
|  | Blason de Péruwelz Blasonnement : Échiqueté d'argent et de sable de cinq tires - Arrêté royal : 8 octobre 1858 |

## Politique et administration

### Collège communal
| Collège communal   |                    |                               |
| ------------------ | ------------------ | ----------------------------- |
| Bourgmestre        | Jimmy Ababio       | PS                            |
| 1er Échevin        |                    | PS                            |
| 2e Échevine        | Nathalie Deplus    | PS                            |
| 3e Échevin         | Simon Renard       | Les Engagés-Action Citoyenne  |
| 4e Échevin         | Thierry Depuydt    | Les Engagés-Action Citoyenne  |
| 5e Échevin         | Yanis Detombe      | Rassemblés Pour le Péruwelzis |
| Présidente du CPAS | Christelle Durieux | PS                            |

Liste des anciens Bourgmestres de 1830 à aujourd'hui
| Mandat    | Bourgmestre        |    |
| --------- | ------------------ | -- |
| 1988-1994 | Roger Henneuse     | PS |
| 1994-2000 | Claudy Huart       | MR |
| 2000-2004 | Jacques Devaux     | PS |
| 2004-2018 | Daniel Westrade    | PS |
| 2018-2024 | Vincent Palermo    | MR |
| 2024-2024 | George Hocq        | MR |
| 2024-2025 | Benjamin Delaunoit | PS |

### Jumelages
- Paray-Vieille-Poste (France) depuis le 4 avril 1976
- Jaunay-Clan (France) depuis le 5 septembre 1976

## Patrimoine et culture

### Lieux et monuments

#### Ville de sources
La plus fréquentée des sources de Péruwelz est celle du parc communal, à l'emplacement de l'ancien lavoir Dubuisson-Copin de 1912 dont il ne reste que la porte Art nouveau, la source-fontaine et les bassins en pierre. La source attire des visiteurs en grand nombre qui viennent s'approvisionner gratuitement.
La ville possède aussi plusieurs autres fontaines :
- La fontaine de la Ferté,
- La fontaine du Flassart, qui se situe sur la petite place depuis 1898. Elle jaillissait autrefois à 20 mètres de hauteur dans une impasse de la rue de Roucourt,
- La fontaine Jaunay-Clan, aménagée avec des pierres qui viennent de la ville française de Jaunay-Clan, jumelée avec Péruwelz,
- La fontaine du Maréchal, qui fut nommée autrefois fontaine Magritte, puis fontaine des Quatre-Cailloux et encore fontaine des cailloux gris posés de chant. Elle fut réaménagée en 1887 et depuis elle a pris son nom de fontaine du Maréchal,
- La fontaine Tanchou, réputée dans le passé pour ses vertus curatives,
- La fontaine de Verquesies, dans le hameau du même nom, appelée aussi fontaine Julie.

Les sources ne délivrent pas toutes de l'eau potable, des analyses sont effectuées chaque jour.

#### Le parc Simon
Il remplace l'étang du château du seigneur de la ville qui défendait Péruwelz au XIe siècle. L'édifice servait aussi à contrôler les passages sur la route Leuze-Condé-sur-l'Escaut. Ce parc a été créé de 1865 à 1895 sur une idée d'Édouard Simon, échevin en 1857, puis Bourgmestre en 1862. Quant au kiosque, il est l'œuvre de l'architecte Léon Pavot et du ferronnier Tournaisien Vanden Broek ; il a été inauguré en 1900. La structure du kiosque s'est affaissée à cause du cours d'eau, La Verne, qui passe en dessous de l'édifice. Le kiosque a été restauré en 1994.

#### Parc du Keyser
Il se trouve derrière le parc Simon et ressemble à une mini forêt, très loin d'un parc classique.

## Galerie d'illustrations

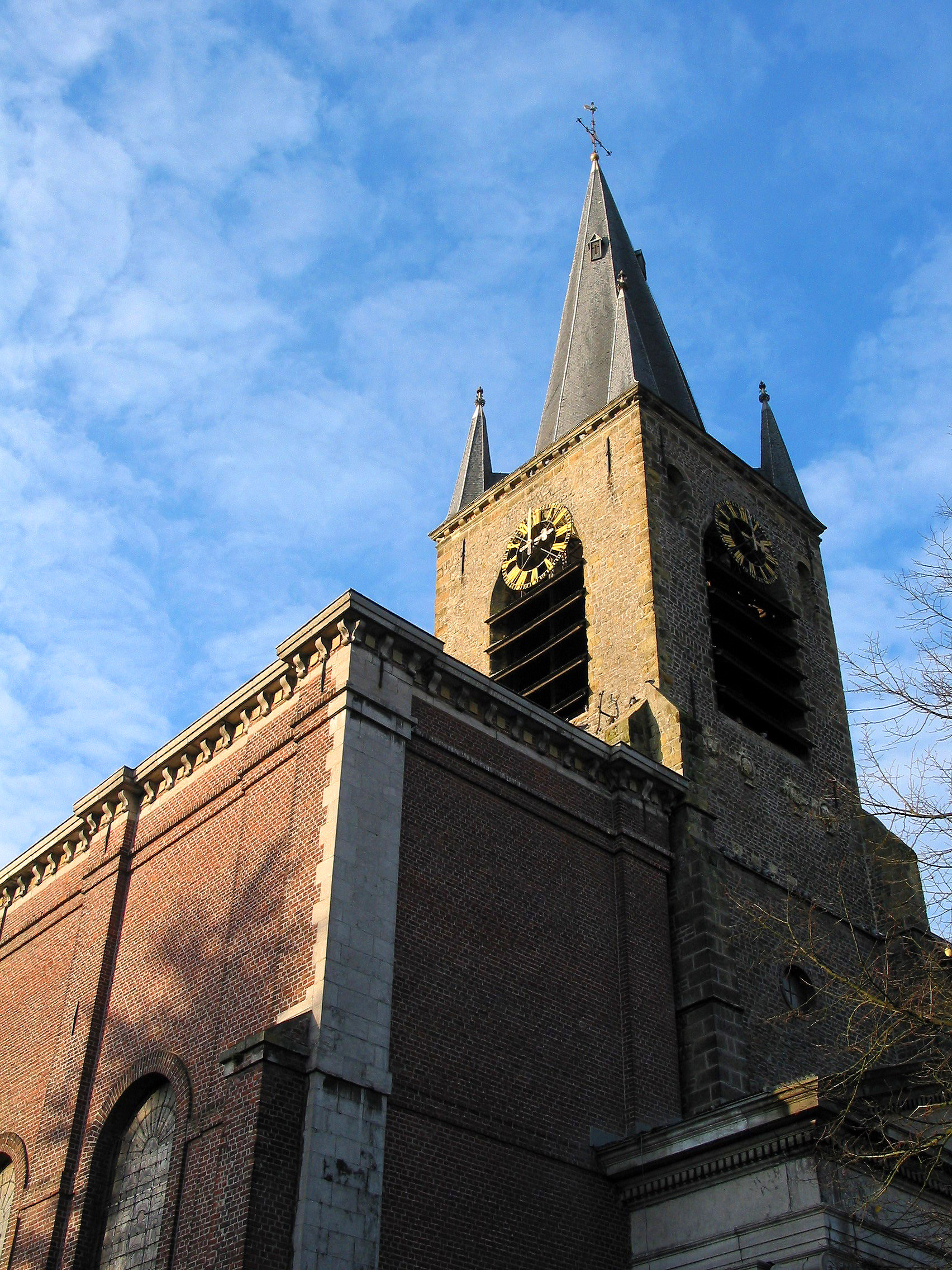
L'église Saint-Quentin.
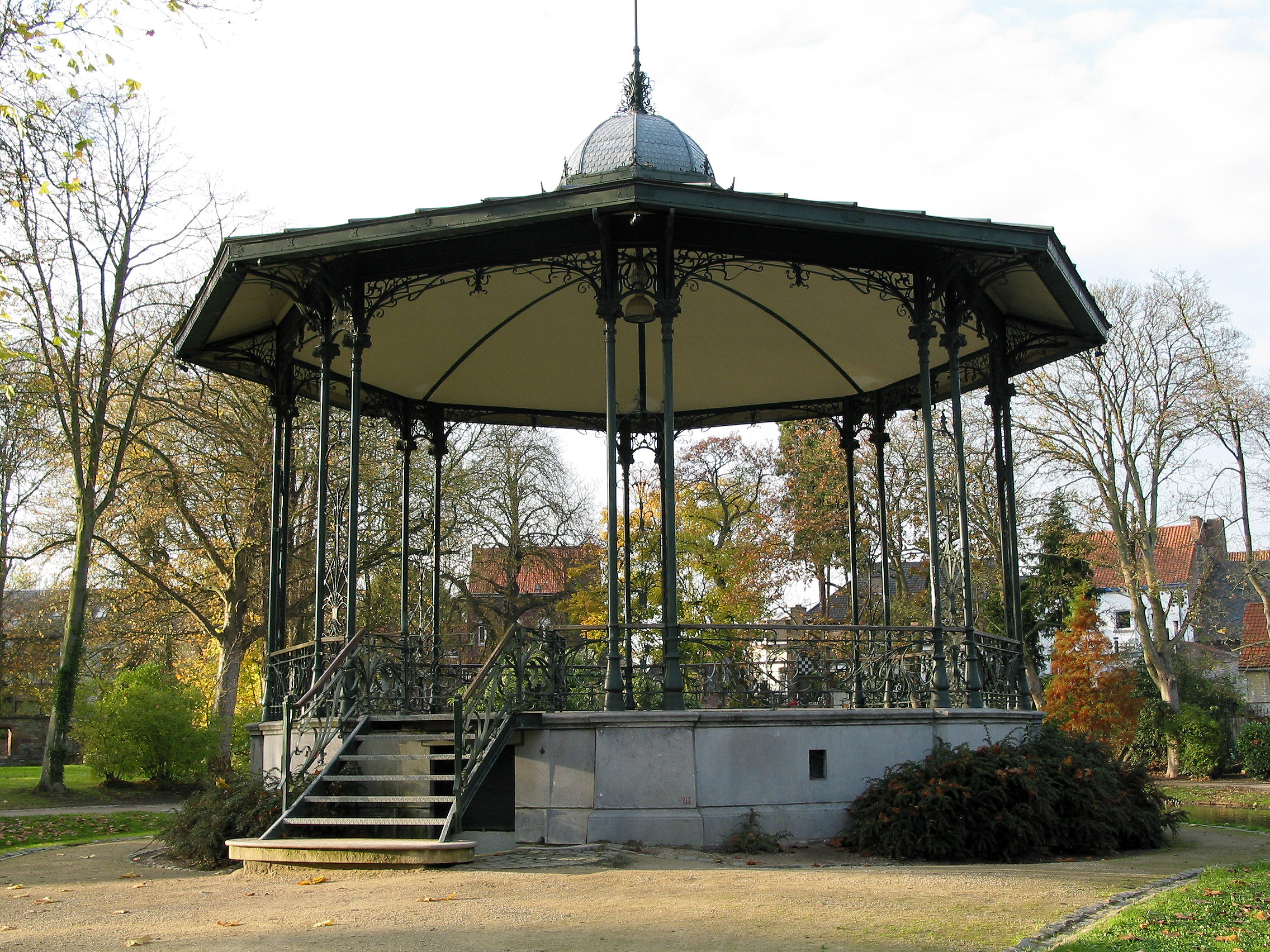
Kiosque de style Art Nouveau (1898).
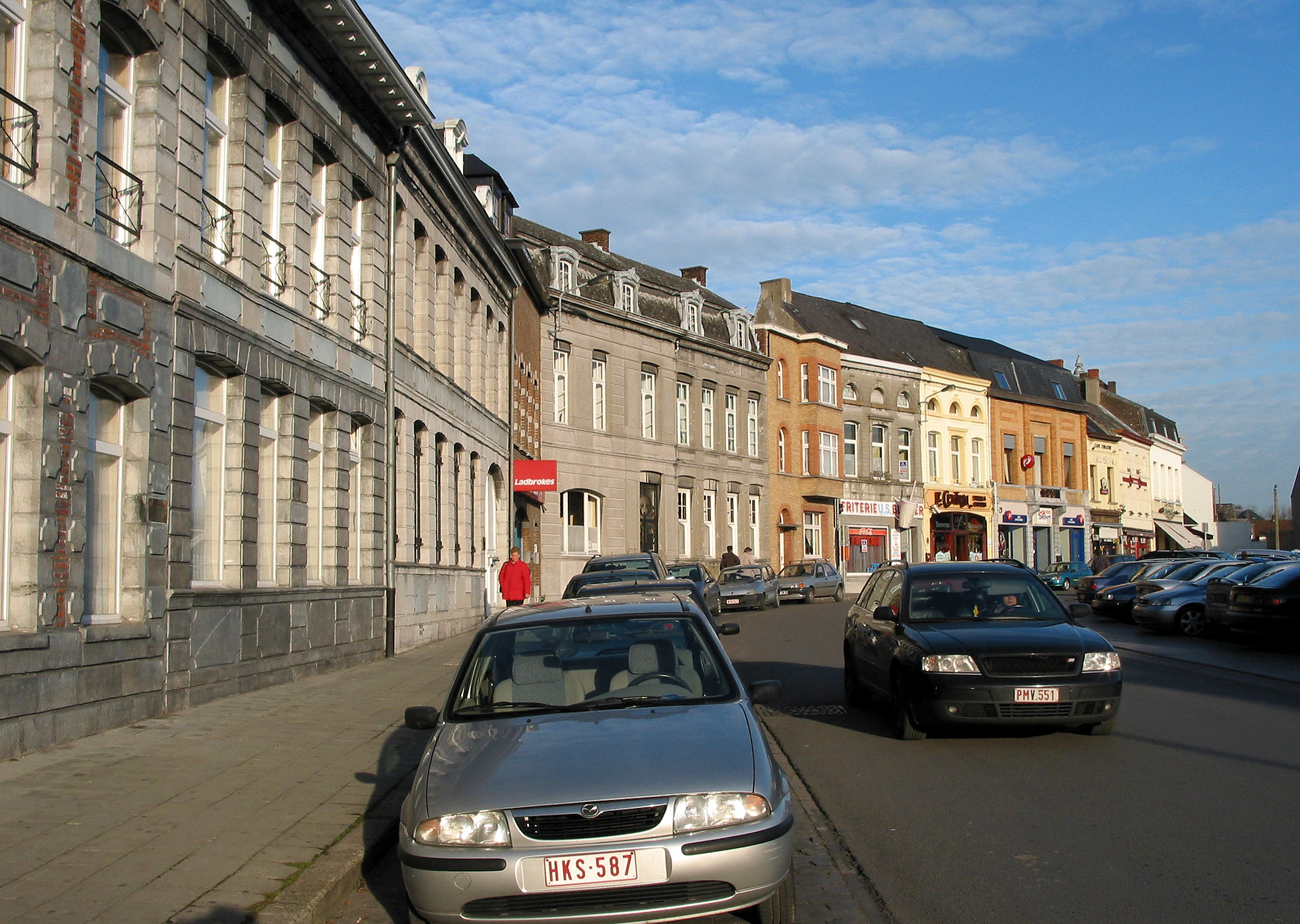
La Grand'Place.
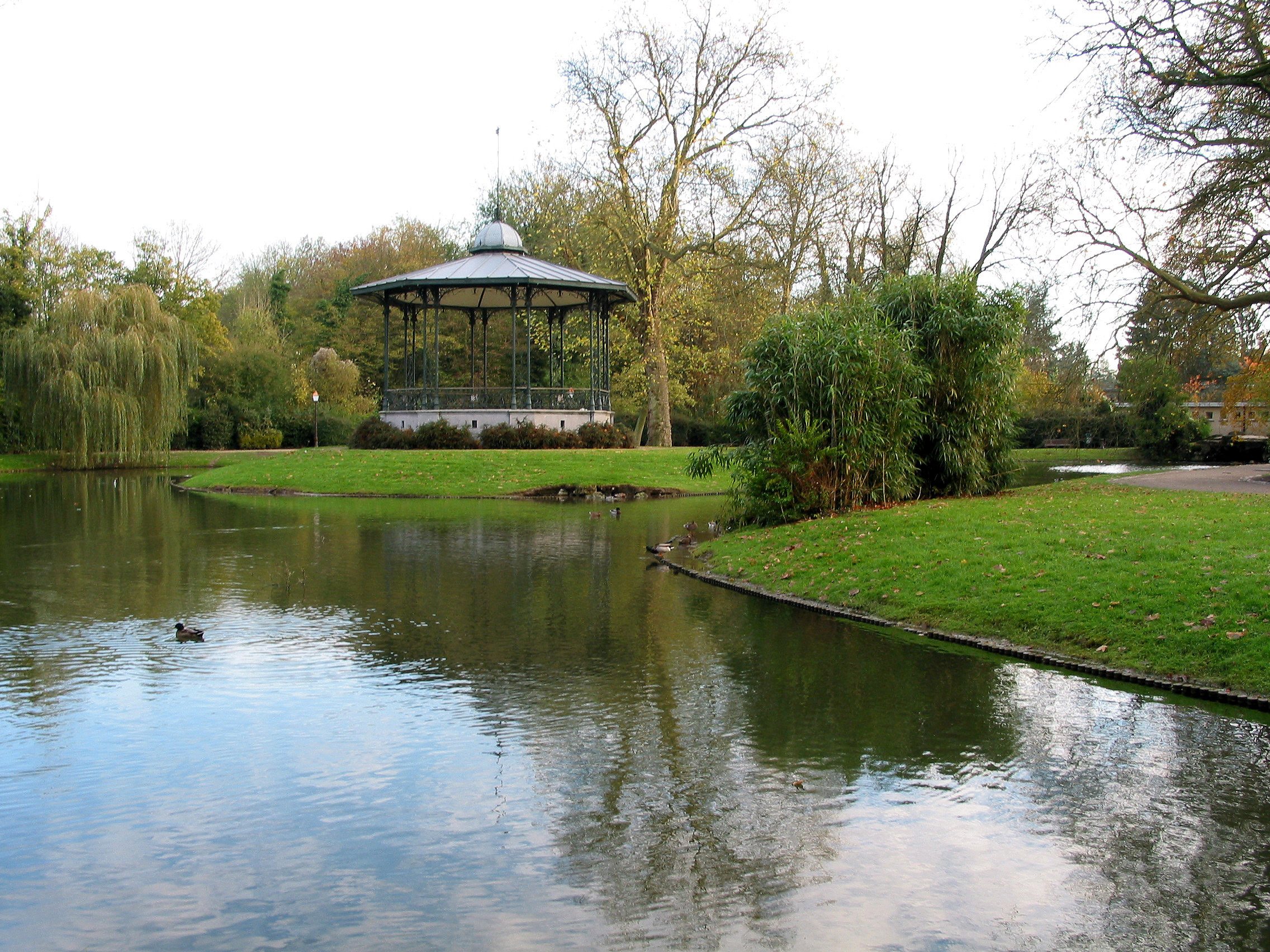
Le parc Simon.
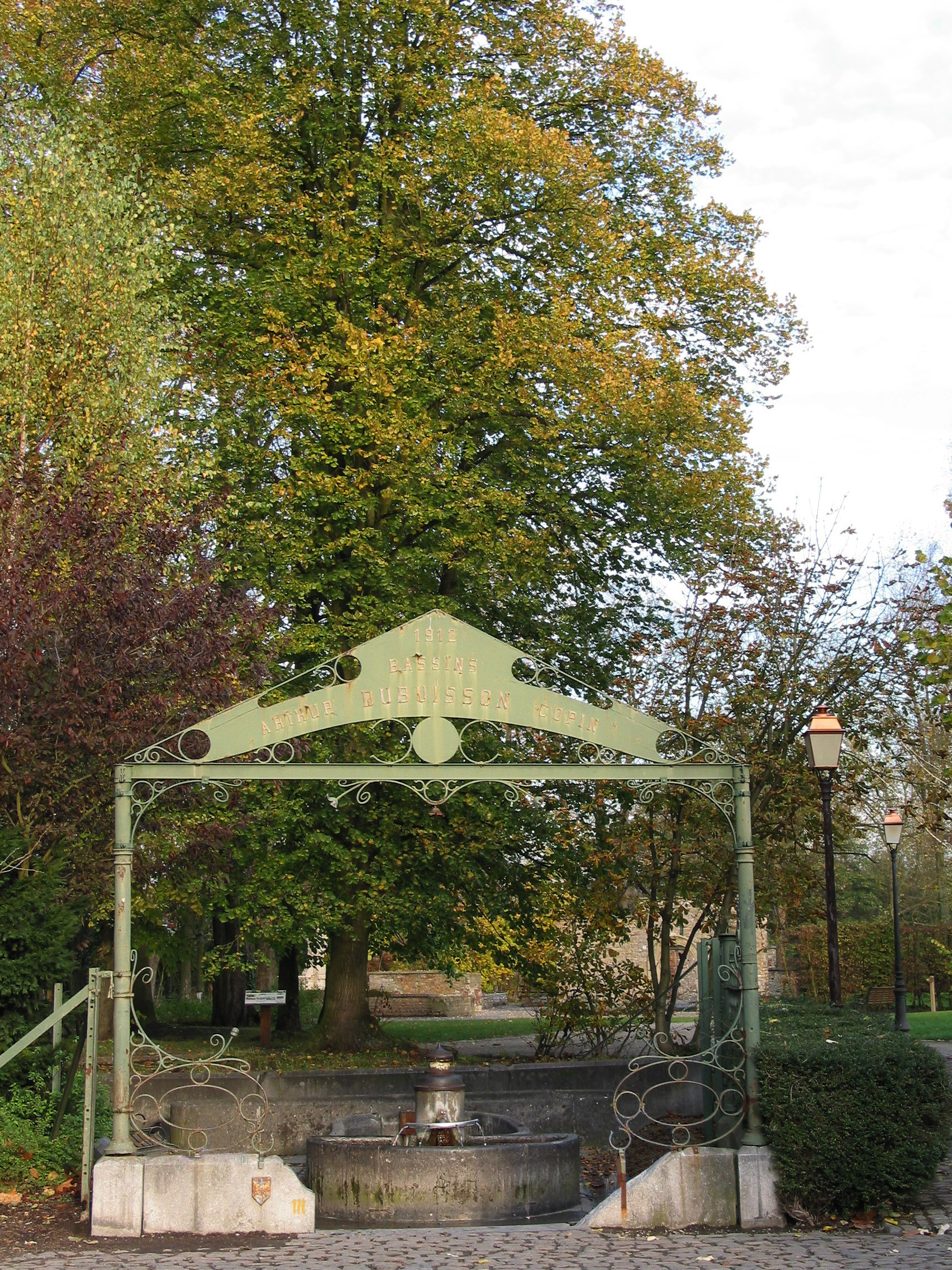
Le lavoir-fontaine (1912) et les ruines de son ancienne galerie couverte en verre.
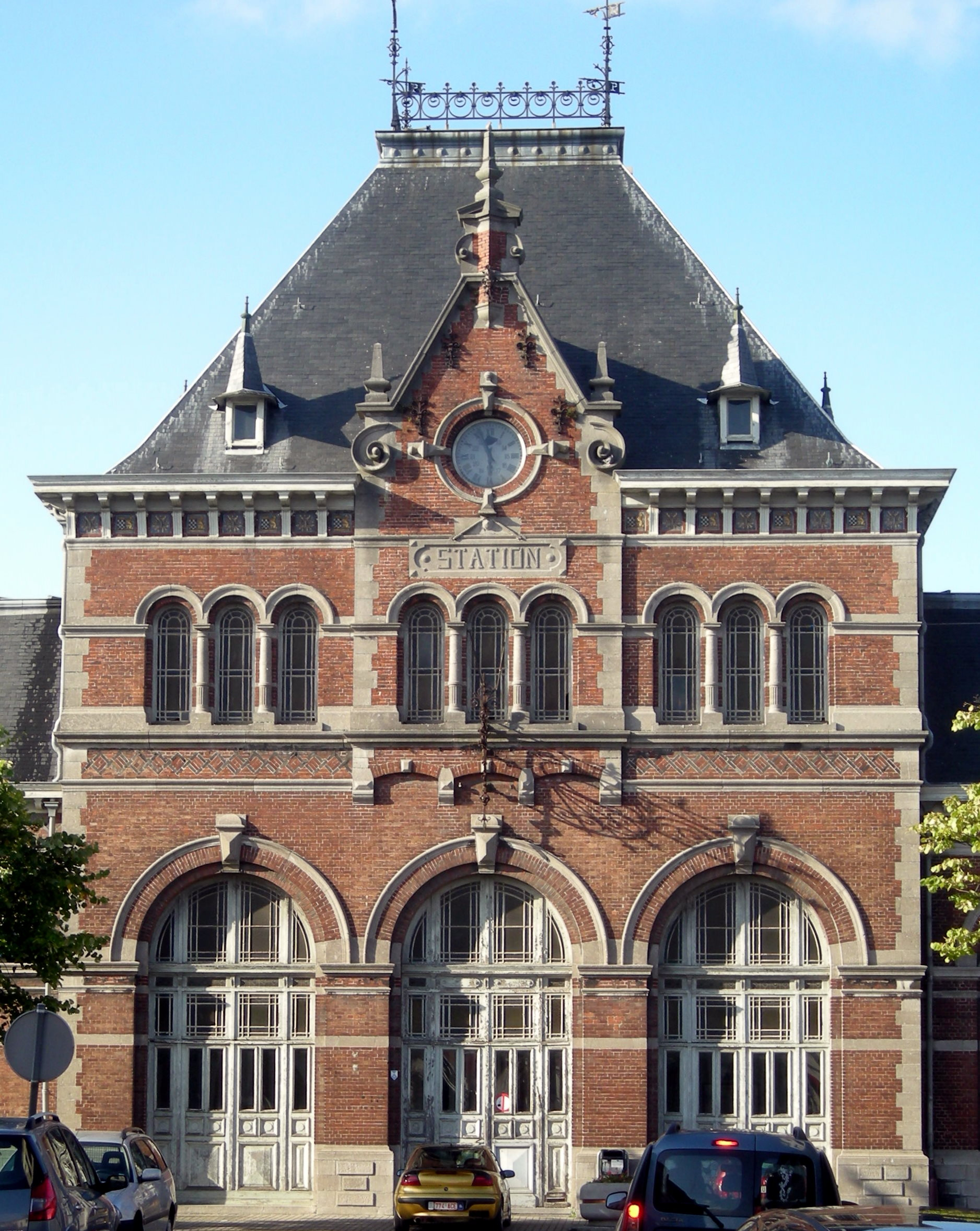
L'ancienne gare de Péruwelz.

## Population et société

### Personnalités liées à la commune
- Louis Constant Wairy, surnommé Constant (1778-1845), premier valet de chambre de Napoléon Ier entre 1806 et 1814, auteur de Mémoires de Constant, premier valet de chambre de l'empereur.
- Édouard Simon, homme politique belge (1825-1902).
- Jean Absil, compositeur belge (1893-1974).
- Jean Leroy, peintre et sculpteur belge (1896-1939).
- Louis Bacquin, homme politique, échevin de la ville (1820-1862).
- Marcel Pipart, peintre belge (Wiers 1894, Péruwelz 1982).
- Roger Dudant, peintre belge (1929-2008).
- Fernand Bachelard, géant belge (1922-1976), né à Péruwelz, mesurait 2,35 m.